# Tipula (Acutipula) obex
Tipula (Acutipula) obex is een tweevleugelige uit de familie langpootmuggen (Tipulidae). De soort komt voor in het Afrotropisch gebied.